# Testi sértés
A testi sértés egy személy elleni bűncselekmény. A hatályos magyar Büntető törvénykönyv  szerint testi sértés vétségét vagy bűntettét az követi el, aki más testi épségét vagy egészségét sérti.  Könnyű testi sértésről van szó, amennyiben a sérülés vagy betegség nyolc napon belül gyógyul, súlyos testi sértésről beszélünk, ha a sérülés vagy betegség nyolc napon túl gyógyul. A könnyű testi sértés és a gondatlanságból elkövetett súlyos testi sértés vétség, a szándékosan elkövetett súlyos testi sértés bűntett.

## Minősített esetei
- Ha a testi sértést aljas indokból vagy célból, továbbá ha védekezésre vagy akaratnyilvánításra képtelen személlyel szemben követik el, a büntetés bűntett miatt könnyű testi sértés esetén 3 évig, súlyos testi sértés esetén 1 évtől 5 évig terjedő szabadságvesztés.[3]

- Bűntettet követ el, és 1 évtől 5 évig terjedő szabadságvesztéssel büntetendő az elkövető, ha a testi sértés maradandó fogyatékosságot vagy súlyos egészségromlást okoz, illetőleg, ha a súlyos testi sértést különös kegyetlenséggel követi el.

- A büntetés 2 évtől 8 évig terjedő szabadságvesztés, ha a testi sértés életveszélyt vagy halált okoz.

## Gondatlanság
Aki a súlyos testi sértést gondatlanságból követi el, vétség miatt egy évig terjedő szabadságvesztéssel, közérdekű munkával vagy pénzbüntetéssel, a (4) bekezdésben meghatározott esetben három évig, életveszélyes sérülés okozása esetén öt évig terjedő szabadságvesztéssel büntetendő.

## Magánindítvány
A könnyű testi sértés vétségének elkövetője csak magánindítványra büntethető.

## Külső hivatkozások
- Nemzeti Jogszabálytár